# 卡爾納爾縣
卡爾納爾縣是印度的一個縣，位於該國北部，由哈里亞納邦負責管轄，面積1,967平方公里，2011年人口1,505,324，人口密度每平方公里600人。

## 人口
根据2011年的人口普查，卡尔纳尔地区的人口为1,505,324，相当于加蓬或美国夏威夷州。该区域在印度的人口排名为333（总640）。

## 外部連結
- Karnal district website（页面存档备份，存于）

29°40′N 76°50′E / 29.667°N 76.833°E